# شهرستان سگوایچ (کلرادو)
شهرستان سگوایچ، کلرادو (به انگلیسی: Saguache County, Colorado) یک سکونتگاه مسکونی در ایالات متحده آمریکا است که در کلرادو واقع شده‌است.

## خصوصیات
شهرستان سگوایچ ۸٬۲۱۰٫۳۱ کیلومترمربع مساحت دارد.